# Зарринруд (Пенджикент)
Зарринруд, до 2017 года — Кызылджар (тадж. Қизилҷар) — посёлок в Пенджикентском районе Согдийской области Таджикистана. Расположен на правом берегу реки Зеравшан.
Административно входит в состав джамоата Амондара. Согласно постановлению правительства от 26 ноября 2016 года, название посёлка было изменено на «Зарринруд».